# 駒場運動公園

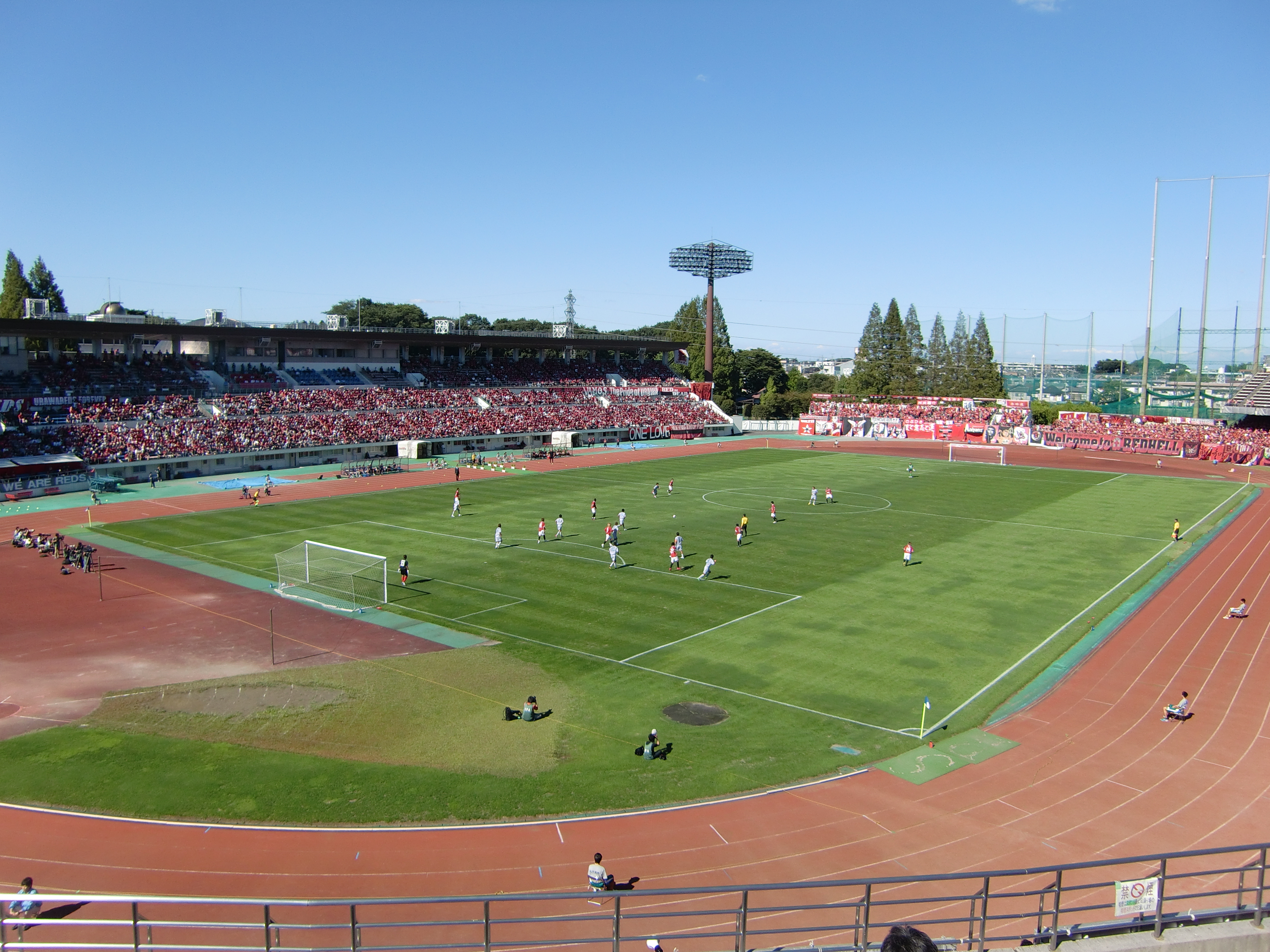
運動公園内の浦和駒場スタジアム

駒場運動公園（こまばうんどうこうえん）は、埼玉県さいたま市浦和区にある運動公園。日本プロサッカーJ1リーグ規格の競技場である浦和駒場スタジアムが所在している。

## 施設
- さいたま市駒場スタジアム（浦和駒場スタジアム）
  - 収容人員約21,500人。浦和レッドダイヤモンズ・レディース本拠地、かつては浦和レッドダイヤモンズ本拠地であった（現在は埼玉スタジアム2002）。
- さいたま市駒場運動公園補助競技場（レッズハートフルフィールド駒場）
  - 駒場スタジアムのサブグラウンドである。

## 沿革
- 1967年（昭和42年） - 第22回埼玉国体（清新国体）のサッカー会場として「浦和市駒場サッカー場」（5,000人収容）がオープン。

## アクセス
- さいたま市浦和区駒場2-1-1
- JR各線「浦和駅」より徒歩約18分。
- JR京浜東北線北浦和駅から20分。

## 周辺施設
- さいたま市青少年宇宙科学館
- 浦和駒場体育館
- 日本通運総合運動場（日本通運硬式野球部本拠地）
- 日通体育館
- さいたま市営浦和球場（浦和総合運動場）